# Lemme de Calderón-Zygmund
En mathématiques, le lemme de Calderón-Zygmund est un résultat fondamental en théorie de Fourier, analyse harmonique, et théorie des intégrales singulières (en). Il porte le nom des mathématiciens Alberto Calderón et Antoni Zygmund.
Pour une fonction intégrable donnée {\displaystyle f} : ℝd→ℂ, où ℝd dénote l'espace euclidien et ℂ dénote l'ensemble des nombres complexes, le lemme de Calderón-Zygmund donne une manière précise de partitionner ℝd en deux ensembles : l'un où {\displaystyle f} est essentiellement petite ; l'autre constitué d'une collection dénombrable de cubes où {\displaystyle f} est essentiellement grande, mais où l'on garde un certain contrôle de la fonction.
Ceci conduit à la décomposition de Calderón-Zygmund de {\displaystyle f} associée à cette partition, dans laquelle {\displaystyle f} est écrite comme la somme d'une « bonne » et d'une « mauvaise » fonction.

## Lemme de Calderón–Zygmund

### Lemme de recouvrement
Soient {\displaystyle f} : ℝd→ℂ une fonction intégrable et {\displaystyle \alpha } une constante strictement positive. Alors il existe des ensembles {\displaystyle F} et {\displaystyle \Omega } tels que :
1. {\displaystyle \mathbb {R} ^{d}=F\cup \Omega } et {\displaystyle F\cap \Omega =\varnothing ;}
2. {\displaystyle |f(x)|\leqslant \alpha } presque partout dans {\displaystyle F} ;
3. {\displaystyle \Omega } est une union de cubes {\displaystyle Q_{k}}, dont les intérieurs sont mutuellement disjoints, et tels que pour tout {\displaystyle k} on ait :

{\displaystyle \alpha <{\frac {1}{m(Q_{k})}}\int _{Q_{k}}|f(x)|~\mathrm {d} x\leqslant 2^{d}\alpha .}

### Décomposition de Calderón–Zygmund
{\displaystyle f} étant donnée comme ci-dessus, on peut écrire {\displaystyle f} comme la somme d'une « bonne » fonction {\displaystyle g} et d'une « mauvaise » fonction {\displaystyle b}, {\displaystyle f=g+b}. Pour y parvenir, on définit
{\displaystyle g(x)=\left\{{\begin{array}{cc}f(x),&x\in F,\\{\frac {1}{m(Q_{j})}}\int _{Q_{j}}f(t)~\mathrm {d} t,&x\in Q_{j}^{o},\end{array}}\right.}
où {\displaystyle Q_{j}^{o}} dénote l'intérieur de {\displaystyle Q_{j}}, et on pose {\displaystyle b=f-g}. En conséquence, nous avons :
{\displaystyle b(x)=0} pour tout {\displaystyle \scriptstyle x\in F}
et {\displaystyle \int _{Q_{j}}b(x)~\mathrm {d} x=0} pour chaque cube {\displaystyle Q_{j}.}
La fonction {\displaystyle b} a ainsi pour support une collection de cubes sur lesquels {\displaystyle f} est autorisée à être « grande », mais elle a en outre la propriété additionnelle bénéfique que sa valeur moyenne est zéro sur chacun de ces cubes. Simultanément {\displaystyle \scriptstyle |g(x)|\leqslant \alpha } pour presque tout {\displaystyle x} dans {\displaystyle F}, et sur chaque cube dans {\displaystyle \Omega }, {\displaystyle g} est égal à la valeur moyenne de {\displaystyle f} sur ce cube, qui grâce au recouvrement choisi est inférieur à {\displaystyle 2^{d}\alpha }.